# Lodenau (stacja kolejowa)
Lodenau – zlikwidowana stacja kolejowa w Lodenau, w kraju związkowym Saksonia, w powiecie Görlitz na terenie Łużyc Górnych.